# Dicarbonyldichlorplatin
Dicarbonyldichlorplatin ist eine chemische Verbindung aus der Gruppe der Metallcarbonyle.

## Geschichte
Die Verbindung wurde erstmals im Jahr 1868 vom französischen Chemiker Paul Schützenberger durch das Einleiten von Chlor und Kohlenmonoxid in Platinmohr hergestellt. Dicarbonyldichlorplatin war der erste synthetisierte echte heteroleptische Metallcarbonylkomplex.

## Gewinnung und Darstellung
Dicarbonyldichlorplatin kann durch Reaktion von Platin(II)-chlorid mit Kohlenmonoxid unter Ausschluss von Feuchtigkeit gewonnen werden, wobei stets höhere Carbonylhalogenide mitentstehen.
{\displaystyle \mathrm {PtCl_{2}+2\ CO\longrightarrow PtCl_{2}(CO)_{2}} }
In analytisch reiner Form lässt es sich durch Normaldruck-Carbonylierung von Hexachloridoplatinsäure in Thionylchlorid gewinnen.
{\displaystyle \mathrm {H_{2}[PtCl_{6}]+3\ CO\longrightarrow PtCl_{2}(CO)_{2}+COCl_{2}+2\ HCl} }

## Eigenschaften
Dicarbonyldichlorplatin ist ein weißer, luft- und äußerst hydrolyseempfindlicher, kristalliner Feststoff. Er färbt sich bei Zutritt von Feuchtigkeit unter Zersetzung rasch braun bis schwarz.